# Igor Rivin
Igor Rivin (né le 19 août 1961 à Moscou, en URSS) est un mathématicien russo-canadien, qui travaille dans divers domaines des mathématiques pures et appliquées, d'informatique et des sciences des matériaux.

## Carrière
Igor Rivin obtient son B.Sc. en mathématiques à l'Université de Toronto en 1981, et son doctorat en 1986 à l'université de Princeton sous la direction de William Thurston. Après son doctorat, Rivin dirige le développement du langage de programmation qlisp, un dialicte de lisp, et du noyau de  Mathematica, avant de retourner dans le milieu universitaire en 1992, où il occupe des postes à l'Institut des hautes études scientifiques, à l'Institute for Advanced Study, à l'Université de Melbourne, à Université de Warwick et au California Institute of Technology. Depuis 1999, Rivin est professeur de mathématiques à l'Université Temple. Entre 2015 et 2017, il est titulaire de la chaire royale en mathématiques à l'Université de St Andrews. Il est directeur de la recherche de la société Cryptos Fund jusqu'en 2019. Il occupe un poste de chercheur à la société  Edgestream LP, en plus de son travail universitaire.

## Réalisations
Dans sa thèse de doctorat de Rivin, et une série d'extensions, ,, Rivin caractérise les polyèdres tridimensionnels hyperboliques en fonction de leurs angles dièdres ; il répond ainsi à  une question ouverte de longue date de Jakob Steiner sur la combinatoire des types inscriptibles. Ces résultats, ainsi que certains résultats connexes en géométrie convexe ont été utilisés en topologie des 3-variétés, en physique théorique, géométrie computationnelle et dans le domaine de la géométrie différentielle discrète .
Rivin contribue également au comptage des géodesiques sur les surfaces, à l'étude des éléments génériques des sous-groupes discrets des groupes de Lie et à la théorie des systèmes dynamiques.
En informatique, Rivin a écrit de grandes parties du noyau de Mathematica 2.0, et il a développé une base de données de zéolithes hypothétiques en collaboration notamment avec Michael M. J. Treacy.
Igor Rivin est le cocréateur, avec l'économiste Carlo Scevola, du Cryptocurrencies Index 30 (CCi30) qui est un index des 30 premières cryptomonnaies  pondérées par capitalisation boursière. Le CCi30 est parfois utilisé par les économistes universitaires comme indice de marché lorsqu'ils comparent le marché du trading de crypto-monnaie dans son ensemble à des devises individuelles,.

## Honneurs
- Premier prix à l'Olympiade mathématique du Canada (en) en 1977
- Prix Whitehead de la London Mathematical Society, 1998[15].
- Bourse de recherche avancée de l'EPSRC, 1998
- Bourse Lady Davis à l'Université hébraïque de Jérusalem, 2006
- Professeur invité à la Berlin Mathematical School en  2011[16]
- Membre de l' American Mathematical Society, 2014[17].